# Епіграф
Епіграф (грец. ἐπιγραφή — «напис») — цитата, влучний вислів, афоризм чи прислів'я, подані перед текстом літературного твору або перед його окремими розділами. Звертання письменника до епіграфа залежить від типу його художнього мислення, стилю та задуму твору. Вводячи цей факультативний елемент, автор надає йому великого значення. Епіграф часто служить ключем до осмислення художньої концепції, виражає основну колізію, тему, ідею або настрій твору, допомагаючи його сприйманню, а також означає асоціативні зв'язки твору з літературною традицією та сучасністю.

## Історія
У світовій літературі прийом епіграфування має давні традиції. Епіграф стали вживати з початку XV ст.: уперше він з'явився в «Хроніках» Фруассара (Франція, напис. прибл. 1404, опубліковано 1495), у «Calendarium» Реджомонтано (Венеція, опубліковано прибл. 1476). Використання епіграфа часто ставало ознакою певної манери письма, як, наприклад, у творчості англійських драматургів епохи Відродження та постренесансної доби (кінець XVI—1 половина XVII ст.) Р. Гріна, Б. Джонсона, Т. Лоджа, Т. Мідлтона; у письменників епохи Просвітництва Д. Дідро, Ж.-Ж. Руссо, Ш.-Л. Монтеск'є, Й.-В. Гете, Ф. Шиллера, М.Радищева; у романтиків 1-ї половини XIX ст. Дж.-Г. Байрона, В. Скотта, В. Гюго, Г. Гейне, Ф. Купера, Е. По, Тараса Шевченка, К. Батюшкова, В. Жуковського. Епіграфами охоче послуговувалися О. Бальзак, Стендаль, М. Гоголь, О. Пушкін, М.Лермонтов, О.Герцен, Ф. Достоєвський, Л. Толстой, М. Некрасов. Популярними епіграфи були в українській літературі середини XIX ст., до них зверталися П. Куліш, Марко Вовчок, М. Костомаров, М. Драгоманов, І. Франко, Леся Українка, М. Вороний, С. Васильченко.